# 眼痒
眼痒是眼科临床常见的症状，多由眼部炎症性病变刺激导致组织肥大细胞脱颗粒而引起，常见的病变包括过敏性结膜炎（眼部过敏）、急慢性结膜炎、眼干燥症、睑缘炎、接触性睑皮炎等。过敏性结膜炎常见于过敏体质患者，以年轻人为多见，常常伴有过敏性鼻炎等疾病。

## 眼痒分型
按病变部位，临床分为睑结膜型、角膜缘型、混合型三种，均可使角膜受累，表现为弥漫性上皮型角膜炎（春季角结膜炎）。主要自觉症状为奇痒难忍，伴有异物感，似火烧灼，轻微怕光、流泪，眼屎多并呈粘丝状。发病期间，可戴深色眼镜，减少阳光刺激。尽量少接触花粉、阳光和烟尘等过敏原，局部用双效奥洛他定眼药水，可快速缓解眼红、眼痒症状，提高生活品質。病人到成年后或南北转移，常可自行痊愈。

## 眼部过敏
过敏性的眼睛痒大多发生在春季，此时空气中漂浮着许多植物的花粉，当眼睛结膜不小心对花粉过敏时，就会表现为眼痒。还有部分人群对尘螨、霉菌、宠物皮毛等也容易过敏。
过敏性眼痒一般只是单纯的痒，如果有分泌物出现，一般呈水样。过敏性眼痒还经常会伴随着鼻子过敏，如打喷嚏、流鼻涕、鼻子发痒等现象.

### 春季卡他性结膜炎
春季卡他性结膜炎，是一种季节性反复发作的免疫性结膜炎，常于春末夏初发病，到了秋末天寒，症状逐渐减轻或消失。此病可能与光、热、灰尘、花粉等刺激有关，患者以儿童和青年居多，一般男多于女，常侵犯双眼，每年复发，可持续5--10年，有自限性，主要侵犯上睑结膜，使睑结膜充血、肥厚、出现大小不一的扁平乳头，乳头之间呈淡蓝色的沟，恰似鹅卵石铺成的路面，但窟窿部不受侵犯。也可见到部分病人球结膜充血，在黑白眼球交界的地方形成灰黄色的胶样隆起，充血消退后，球结膜呈现污秽的黄色外观。

### 药物过敏眼痒
眼部经常遇到的过敏药物，有青霉素、链霉素、四环素、磺胺、阿托品、毛果云香碱等。药物过敏后，全身出现红斑、丘疹、水疽等，眼睑皮肤上也会出现同样病变，这种眼睑改变是全身过敏性反应的组成部分。如果发生眼部过敏，首先确定过敏药物，然后立即停药，局部用双效奥洛他定眼药水，避免以后接触或使用这种药。

### 化妆品过敏眼痒
化妆也可引起眼痒。眼睑皮肤薄嫩，富含血管，对化妆品刺激较敏感。接触少许化妆品，也可引起眼部过敏反应。如染发露和头发焗油可引起某些人直眼睑肿胀，呈弥漫性皮肤紧张，皮温不高，无触疼，伴痒感，持续时间较长、范围较广、症状较重。化妆品的粉末或液体进入眼内，也可引起过敏性炎症。以上所述属于接触性过敏性结膜炎，局部滴用奥洛他定滴眼液，可快速缓解眼痒。

## 沙眼
眼痒可以由沙眼引起，沙眼是由沙眼包涵体衣原体微生物感染引起的慢性传染病，是结膜炎的一种特殊类型病种。由于该病会造成结膜表面沙粒样粗糙现象，故而取名为“沙眼”。

## 眦部睑缘炎
眼痒可由眦部睑缘炎引起，眦部睑缘炎是一种主要侵犯外眦部睑缘的慢性炎症，由莫一阿双杜菌感染引起，因该菌产生溶蛋白酶，外眦部泪水不易达到，使外眦部皮肤结膜组织蛋白消溶，从而发生弥漫浸润和溃疡。患者自觉痒、异物感、烧灼感、畏光和流泪。外眦疗睑缘和皮肤充血、肿胀糜烂和脱鳞屑。

## 其他眼痒
其它由睑缘腺体分泌过盛，合并感染引起的鳞屑性睑缘炎，由各种原因引起的慢性结膜炎，由衣原体感染引起的沙眼，以及角结膜干燥症，均可引起眼痒。

## 眼痒用药误区
眼痒如乱用眼药水，可能会造成眼睑皮肤刺痒难忍，火辣辣有烧灼感，眼睑皮肤红肿，表面有渗出，眼皮粗糙，甚至出现丘疹、水疱。如果继续用这种药，眼红、眼痒等症状会愈来愈重。针对不同病因引起的眼痒，处理的方法也不完全一样。当发生眼痒时，最好先请医生检查、诊断，根据医生的处方治疗，及早预防并发症，以免延误病情。比如眼部过敏引起的眼痒需用医生处方专业抗过敏性眼药水，可预防性的使用抗过敏的眼药水奥洛他定（帕坦洛）进行治疗。